# 伊藤一彦
伊藤 一彦（いとう かずひこ、1943年9月12日 - ）は、日本の歌人。宮崎県立看護大学客員教授、宮崎県立図書館名誉館長。「心の花」所属。「現代短歌・南の会」代表。日本ペンクラブ会員。

## 人物
宮崎県宮崎市生まれ、在住。宮崎県立宮崎大宮高等学校、早稲田大学第一文学部哲学科卒業。学生時代に同級の福島泰樹のすすめで短歌をはじめ、「早稲田大学短歌会」に入会。三枝昂之らと知り合う。
大学卒業後は帰郷し、教員のかたわら作歌活動を続ける。郷土の歌人若山牧水の研究者でもあり、若山牧水記念文学館長、「牧水研究会」会長を務める。同会が編集する『牧水研究』の第8号は2011年に第9回前川佐美雄賞を受賞した。宮崎県立図書館長、名誉館長。宮崎公立大学教授、校名変更で宮崎看護大学教授、2014年定年で客員教授。
2009年より読売文学賞選考委員。毎日新聞、産経新聞、西日本新聞、宮崎日日新聞、熊本日日新聞の歌壇選者。
株式会社あくがれ蒸留所の焼酎「日向あくがれ」の命名者である。

## 交友関係
堺雅人は宮崎県立宮崎南高等学校での教え子。堺は牧水を愛読するなど文学的に多大な影響を伊藤から受けており、現在も恩師と慕っているという。2010年には共著『ぼく、牧水！ 歌人に学ぶ「まろび」の美学』を刊行した。

## 賞歴
- 1996年、歌集『海号の歌』で第47回読売文学賞詩歌俳句賞
- 2005年、歌集『新月の蜜』で第10回寺山修司短歌賞
- 2008年、歌集『微笑の空』で第42回迢空賞を受賞
- 2010年、歌集『月の夜声』で第21回斎藤茂吉短歌文学賞を受賞
- 2013年、歌集『待ち時間』で第5回小野市詩歌文学賞を受賞
- 2015年、歌集『土と人と星』、評論『若山牧水』と過去の全業績により第38回現代短歌大賞受賞
- 2016年、歌集『土と人と星』などにより第57回毎日芸術賞受賞
- 2016年、歌集『土と人と星』により第9回日本一行詩大賞受賞
- 2018年、歌集『遠音よし遠見よし』により第33回詩歌文学館賞受賞
- 2019年、第3回井上靖記念文化賞特別賞受賞
- 2022年、旭日小綬章受章[1]
- 2022年、「さなきだに」で第58回短歌研究賞を受賞
- 2024年、『牧水・啄木・喜志子 近代の青春を読む』（ながらみ書房）を中心とした永年の功績により第15回日本歌人クラブ大賞受賞

## 著書・編書

### 歌集
- 『瞑鳥記』反措定版出版局 1974 第一歌集文庫 現代短歌社 2012
- 『月語抄』国文社 1977
- 『火の橘』雁書館 1982
- 『青之風土記』雁書館 1987
- 『伊藤一彦歌集』砂子屋書房〈現代短歌文庫〉 1989
- 『森羅の光』雁書館 1991
- 『海号の歌 伊藤一彦歌集』雁書館、1995
- 『青日向 伊藤一彦の歌の世界』本多企画編集室編  本多企画 1996
- 『矢的の月光』鉱脈社 1997
- 『伊藤一彦作品集』本阿弥書店、1997
- 『日の鬼の棲む 伊藤一彦歌集』短歌研究社、1999
- 『石榴笑ふな』雁書館 2001
- 『続 伊藤一彦歌集』砂子屋書房〈現代短歌文庫〉2001
- 『新月の蜜 伊藤一彦歌集』雁書館 2004
- 『微笑の空』角川書店 2007
- 『呼吸する土』短歌新聞社 2007
- 『月の夜声』本阿弥書店 2009
- 『待ち時間』青磁社 2012
- 『土と人と星』砂子屋書房〈現代三十六歌仙〉2015
- 『遠音よし遠見よし』現代短歌社 2017
- 『伊藤一彦自選歌集 ‐宮崎に生きる‐』黒潮文庫 2021
- 『続々 伊藤一彦歌集』砂子屋書房〈現代短歌文庫〉2021
- 『言霊の風』KADOKAWA 2022

### 評論集
- 『定型の自画像』砂子屋書房 1986
- 『若き牧水・愛と故郷の歌』鉱脈社 1989
- 『鑑賞・現代短歌1 前川佐美雄』本阿弥書店 1993
- 『空の炎 時代と定型』砂子屋書房 1994
- 『あくがれゆく牧水 青春と故郷の歌』鉱脈社 2001
- 『命の砕片 牧水かるた百首鑑賞』鉱脈社 2001
- 『歌の自然人の自然』雁書館 2003年
- 『短歌のこころ 実作と鑑賞』鉱脈社 2004年
- 『心を育てる心が育てる 新しいわれわれのために』鉱脈社 2005
- 『現代"うたことば"入門』日本放送出版協会 2006
- 『いざ行かむ、まだ見ぬ山へ-若山牧水の歌と人生』鉱脈社 2010
- 『月光の涅槃』ながらみ書房 2011
- 『若山牧水 その親和力を読む』短歌研究社 2015
- 『牧水・啄木・喜志子 近代の青春を読む』ながらみ書房 2023

### 編纂
- 『老いて歌おう』鉱脈社 1997より毎年刊行
- 『若山牧水歌集』岩波文庫 2004
- 『牧水研究』鉱脈社 2006より毎年刊行

### 共著
- 『ぼく、牧水！ 歌人に学ぶ「まろび」の美学』堺雅人共著 角川グループパブリッシング 2010